# نعمة الأفوكاتو
نعمة الأفوكاتو هو مسلسل تلفزيوني مصري، من بطولة مي عمر، وأحمد زاهر، وأروى جودة، وكمال أبو رية، وسلوى عثمان، وسامي مغاوري، من تأليف محمد سامي ومن إخراج محمد سامي.

## قصة المسلسل
في إطار درامي، تعمل المحامية الشابة الطموحة (نعمة) على مساندة زوجها الفاشل كي ينجح في حياته، لكن حياتها تنقلب رأسًا على عقب بعد اكتشافها خيانته لها، وتحاول الانتقام منه.

## طاقم التمثيل
- مي عمر في دور «نعمة أبو علب»
- أحمد زاهر في دور «صلاح»
- أروى جودة في دور «سارة»
- كمال أبو رية في دور «سعيد أبو علب»
- سلوى عثمان
- سامي مغاوري
- لبنى ونس
- عماد زيادة في دور «ياسين الألفي»
- هدير عبد الناصر
- طارق النهري
- أحمد ماجد
- ولاء الشريف

## فريق العمل
- إخراج: محمد سامي
- تأليف: محمد سامي - مهاب طارق
- إنتاج: مها سليم، محمد محسن